# ISO 3166-2:PF
ISO 3166-2:PF — стандарт Международной организации по стандартизации, который определяет геокоды. Является подмножеством стандарта ISO 3166-2, относящимся к Французской Полинезии. Стандарт охватывает острова Французской Полинезии. Геокод состоит из кода Alpha2 по стандарту ISO 3166-1 для островов Французской Полинезии — PF. Одновременно Французской Полинезии присвоен геокод второго уровня  — FR-PF как заморскому сообществу Франции. Геокод являются подмножеством кода домена верхнего уровня — PF, присвоенного Французской Полинезии в соответствии со стандартами ISO 3166-1.

## Геокоды Французской Полинезии
| Название              | Alpha2 | Alpha3 | цифровой | Геокод по ISO 3166-2 | Статус               |
| --------------------- | ------ | ------ | -------- | -------------------- | -------------------- |
| Французская Полинезия | PF     | PYF    | 258      | FR-PF                | заморское сообщество |

## Геокоды пограничных Французской Полинезии государств
- Острова Кука — ISO 3166-2:CK (на западе (морская граница)),
- Кирибати — ISO 3166-2:KI (на северо-западе (морская граница)),
- Питкэрн — ISO 3166-2:PN (на юго-востоке (морская граница)).